# Phanoxyla formosana
Phanoxyla formosana är en fjärilsart som beskrevs av Clark 1924. Phanoxyla formosana ingår i släktet Phanoxyla och familjen svärmare. Inga underarter finns listade i Catalogue of Life.